# Barbara Abramo
Barbara Abramo (São Paulo, 1954) é uma astróloga e cientista social brasileira
Formou-se em Ciências Sociais pela Universidade de São Paulo, fez pós-graduação em Museologia (USP) e especialização em Antropologia (PUC).
É de uma família ligada ao Partido dos Trabalhadores, do qual foi uma das fundadoras.
É responsável pela seção de horóscopo do portal UOL e foi horoscopista do jornal Folha de S.Paulo.
É filha do jornalista Cláudio Abramo e da crítica de arte Radha Abramo, sua segunda esposa, e irmã da designer gráfica Berenice Abramo. É também irmã do jornalista Claudio Weber Abramo, filho do primeiro casamento de seu pai com a chargista Hilde Weber.

## Astrologia
Durante os anos de 1976 e 1978, começou a estudar astrologia por conta própria através de livros vindos dos Estados Unidos e teve aulas com Olavo de Carvalho. Depois, estudou na escola de astrologia Júpiter, na cidade de São Paulo.

### Livros sobre astrologia e política
- No céu da pátria nesse instante: Uma Análise Astropolítica do Brasil - Editora Terragraph, 1996.
- O Governo Lula e os Astros - junto com Mauricio Bernis e Lydia Vainer - Agora Editora, 2003 (ISBN 8571838739)